# Filogranula annulata
Filogranula annulata är en ringmaskart som först beskrevs av O.G. Costa 1861.  Filogranula annulata ingår i släktet Filogranula och familjen Serpulidae. Inga underarter finns listade i Catalogue of Life.